# Axminster
Axminster est une petite ville à la frontière est du Devon en Angleterre. Elle comptait 5 626 habitants au moment du recensement de 2001.
La ville est bâtie sur une colline surplombant la rivière Axe qui se jette dans la Manche un peu plus loin au village d'Axmouth. Un marché local se tient à Axminster tous les jeudis.
Axminster a donné son nom à un type de tapis. Un métier à tisser, dit d'Axminster, est capable de tisser des tapis de grande qualité avec plusieurs couleurs et des motifs variés. Bien qu'un tapis d'Axminster soit nécessairement tissé dans la ville d'Axminster, des tapis semblables sont maintenant fabriqués dans le monde entier.
Il ne faut pas confondre la ville avec une autre ville dans le même comté, Exminster, sur le fleuve Exe.

## Jumelages
- Douvres-la-Délivrande (France) depuis 1999